# 圆通山站
圆通山站是一个位于中华人民共和国云南省昆明市五华区华山街道鼓楼路184号院东侧地下，属于昆明地铁5号线的地铁车站，2022年6月29日启用。

## 车站结构

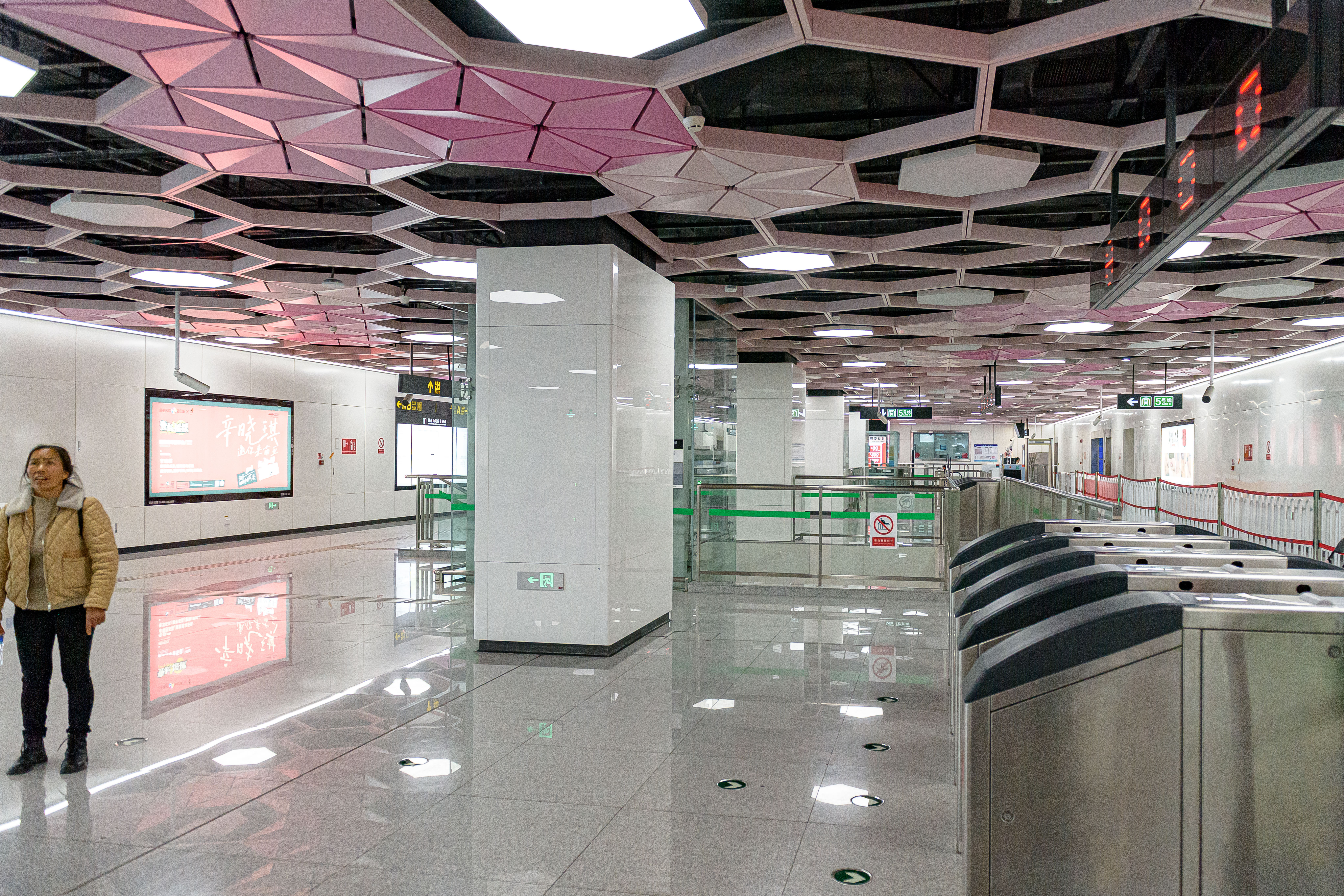
站厅

本站为地下二层侧式月台。
| 地面层             | 出入口                       |                                                    |  |
| 地下一层           | 站厅                         | 票务服务、自动售票机、一卡通充值、安检、进出站闸机 |  |
| 地下二层 站台层    |                              |                                                    |  |
| 侧式站台，右侧開门 |                              |                                                    |  |
|                    | █ 5号线往世博园 （火车北站） |                                                    |  |
|                    | █ 5号线往宝丰 （华山西路）   |                                                    |  |
| 侧式站台，右侧開门 |                              |                                                    |  |

## 出入口
本站设有3个出口：
|                           | 编号                     | 地点                                                                                     | 建议前往的目的地 | 照片 |
| 出口 · A                  | 鼓楼路、圆通北路、龙泉路 | 云南省妇幼保健院                                                                         |                  |      |
| 出口 · B · 1              | 青年路、鼓楼路、盘龙江   | 昆明动物园北门、昆明医博肛肠医院、滨江大厦、云南省第二人民医院                           |                  |      |
| 出口 · B · 2 · 升降机标志 | 鼓楼路                   | 五华电信公司、青少年科技中心、桃园大厦、云南省妇幼保健院儿童早期发展中心、灵光社区居委会 |                  |      |
| 註： 設有                 |                          |                                                                                          |                  |      |